# Věž

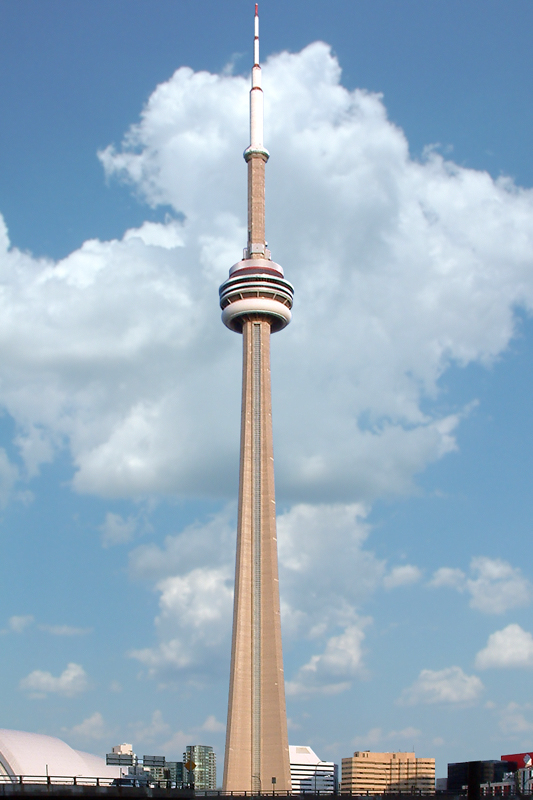
CN Tower v Torontu

Věž je stavba, jejíž výška značně převyšuje půdorysné rozměry. V naprosté většině případů obsahuje různě členěný a vybavený funkční prostor, někdy však bývá plná.
Ve starověku a středověku se stavěla zpravidla kvůli opevňovacím a strážním úkolům (dobře se bránila a bylo z ní daleko vidět), později se začaly prosazovat i další důvody stavby (prestiž či šetření výměrou stavby v místech s velice drahými pozemky). Ve starověku a středověku byly nejdříve stavěny obranné věže s hranatým půdorysem, ale později s rozvojem dobývacích strojů se ukázalo, že útoku těmito zbraněmi lépe odolávají věže s kruhovou základnou, takže se přibližně od vrcholného středověku začaly budovat válcové věže nebo věže s břitem ve směru předpokládaného útoku.

## Kostelní věže a sakrální stavby
Velmi rozšířenými typy věží jsou, zde zejména v historických jádrech obcí a měst, kostelní věže a věže dalších sakrálních staveb (například klášterů) případně samostatné zvonice. Kromě zvonů tyto věže mohou být opatřeny i věžními hodinami a pozorovacím ochozem.

## Rozhledny a telekomunikační stavby

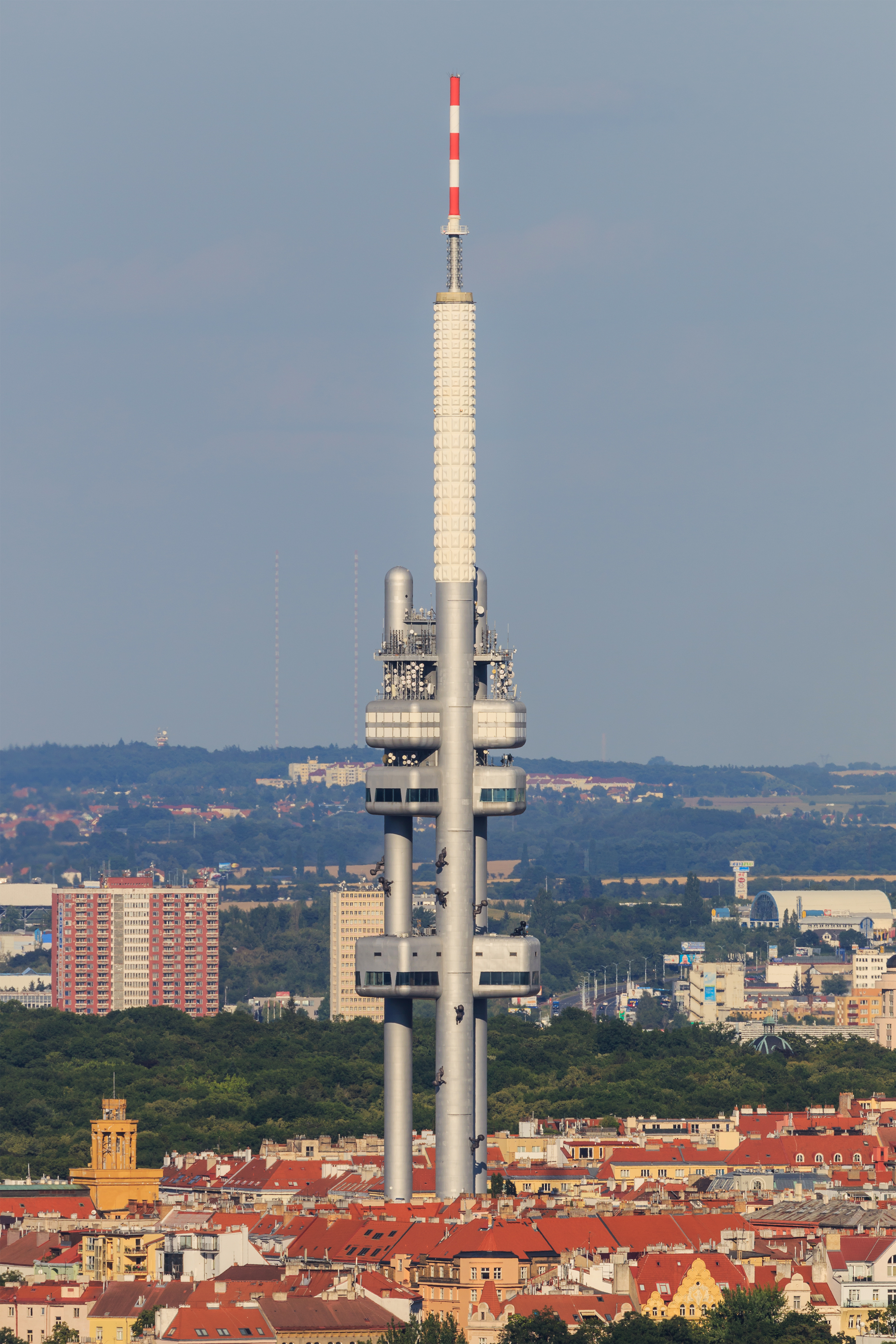
Žižkovský vysílač od západu z Petřínské rozhledny (v pozadí vysílač Liblice B)

Zejména s rozvojem romantismu a turistiky v druhé polovině 19. století se začaly budovat rozhledny, od dvacátého století též telekomunikační věže, sloužící například jako vysílače.

## Průmyslové věže
Speciálními typy průmyslových věží jsou těžní věže hlubinných dolů nebo chladicí věže u jaderných elektráren. Hospodářským účelům obvykle slouží také vodárenské věže.

## Speciální typy
Mezi speciální typy patří například dobývací věž, což byl speciální pohyblivý obléhací stroj užívaný při obléhání hradů a pevností v historii.